# Перу на Светском првенству у атлетици у дворани 2022.
Перу је учествовао на 18. Светском првенству у атлетици у дворани 2022. одржаном у Београду од 18. до 20. марта четрнаести пут. Репрезентацију Перуа представљао је један такмичар који се такмичио у скоку удаљ.,
На овом првенству такмичар Перуа није освојио ниједну медаљу али је оборио лични рекорд.

## Учесници
Мушкарци:
- Хозе Мандрос Мартинез — Скок удаљ

## Резултати

### Мушкарци
| Атлетичар             | Дисциплина | Лични рекорд | Финале   | Финале       | Детаљи |
| Атлетичар             | Дисциплина | Лични рекорд | Резултат | Место        | Детаљи |
| --------------------- | ---------- | ------------ | -------- | ------------ | ------ |
| Хозе Мандрос Мартинез | Скок удаљ  | 8,17 НР      | 7,81     | 10 / 37 (38) |        |